# Софроний (городской префект)
Софроний (лат. Sophronius) — римский политический деятель второй половины IV века.
Софроний происходил из Цезареи Каппадокийской. В 365 году он занимал должность нотария. Когда произошло восстание Прокопия, Софроний был первым, кто принёс об этом весть законному императору Валенту II. В 369—374/378 годах Софроний находился на посту магистра оффиций. Приблизительно около 382 года он был префектом Константинополя.
Софроний исповедовал христианство. Он был знаком с братом Григория Назианзина Цезарием, церковным деятелем Василием Великим и известным ритором того времени Либанием.